# Битва при Вёрте
Битва при Вёрте, также известная, как битва при Рейшсоффене и битва при Фрёшвиллере — сражение Франко-прусской войны, произошедшее 6 августа 1870 года между французскими войсками под командованием маршала Мак-Магона и прусскими войсками под командованием наследного принца Фридриха.
Сражение происходило при решающем численном превосходстве прусских сил и закончилось полным поражением французов. Атака французских кирасир в битве при Рейшсоффене стала своего рода французским аналогом британской атаки Лёгкой бригады под Балаклавой и неоднократно становилась сюжетом для картин.
Сражение произошло в Эльзасе поблизости от деревни Фрёшвиллер и посёлка Вёрт, причем ближайшим небольшим городом был Рейшсоффен.

## Описание
После сдачи крепости Вейсенбург, французский командующий Мак-Магон решил незамедлительно дать бой прусской армии, которая продолжала стремительно продвигаться вглубь территории Франции.
5 августа прусская конница обнаружила противника возле маленького городка Вёрт. Французы занимали выгодные для обороны позиции по ту сторону реки Зауер. В ночь на 6 августа мост, пролегающий через Зауер, был разрушен. В 7 часов утра пруссаки вброд форсировали реку под ураганным огнём французской артиллерии и дальнобойных винтовок Шасспо. Навязывая главный бой противнику в центре, пруссаки стали теснить слабые фланги французов. Лишь к 10 часам утра прусским солдатам удалось выдвинуть 108 пушек и открыть огонь. Пруссаки переходили речку по грудь в воде, осыпаемые градом пуль. Фронтальная атака чуть не закончилась для них катастрофой. Лишь только поддержка флангов и артиллерии смогла, наконец, сломить сопротивление французов. Не спасли Мак-Магона от поражения французские кирасиры, предпринявшие под командованием графа Паскаля Оливье де Негрони неожиданную атаку на противника. 1000 кавалеристов сплошной массой атаковали 32-й полк, но они были вскоре разбиты и покинули поле битвы. Контратаки на южном участке битвы также не спасли французскую армию.
Прусский штаб не планировал этой битвы, тем не менее, победа была одержана. Мак-Магон потерпел полное поражение. В этот же день французский командующий Фроссар дал пруссакам бой при Шпихерне, но также потерпел поражение. Остановить прусскую армию на ранних этапах войны французская армия не смогла.
В этом сражении был тяжело ранен командующий прусским 11-м армейским корпусом генерал фон Бозе.